# Alzateaceae
Alzateaceae S.A.Graham é uma família de plantas angiospérmicas (plantas com flor - divisão Magnoliophyta), pertencente à ordem Myrtales.
Esta família contém apenas uma espécie, Alzatea verticillata, de pequenas árvores neotropicais. A distribuição geográfica da espécie está confinada às Américas, especialmente na zona de floresta tropical da Costa Rica e Panamá.
Os parentes mais próximo da Alzateaceae são as espécies das famílias Penaeaceae, Oliniaceae e Rhynchocalycaceae, do sul da África.